# シリア電子軍
シリア電子軍（シリアでんしぐん、英：Syrian Electronic Army）またはシリア電子通信軍とは、シリアのハッカー（クラッカー）集団のことである。政治的に、シリア前大統領のバッシャール・アル=アサドを支持していることで知られ、様々なサイトを攻撃して、アサド大統領支持のメッセージを残しており、アサド大統領からもシリア電子軍に対して称賛の声を送っている。

## 概要
シリア電子軍の歴史は、2011年5月に自身のWEBサイトを立ち上げた事に始まる。
シリア電子軍の政治的主張は、アサド政権の支持である。しかし、彼らがシリア政府から支援されている組織なのかどうかについては、はっきりとしていない。シリア電子軍自身は、シリア内外で流されているニュースが正確ではないことに憤慨した愛国的な若者たちが自主的に立ちあげた組織であり、政府の支援は無いと主張している。しかし、シリア電子軍のWEBサイトは、2013年5月から、シリア政府（正確には、シリア政府機関のシリアコンピュータ学会）がコントロールできる国別コードトップレベルドメイン「.sy」からリダイレクトできるようになっている。
2011年6月、アサド大統領は、テレビでシリア電子軍を称える演説を行っている。
シリア電子軍はこれを受けて、大統領の演説で言及されたことは名誉であるとしつつ、改めてシリア政府とは関係がない組織であると主張した。また、実際にシリア電子軍が、シリア政府の支援を受けているという具体的な証拠は見つかっていない。しかし、実際には両者に何らかの関係はあると見る者は多い。
トロント大学のムンクスクールは、2011年5月にシリア電子軍のサイトが公開された時から、彼らを追跡調査している。調査の結果、トロント大学の研究グループは、シリア政府の「暗黙の支援」はあるものと見られるが、実際にシリア政府が積極的に関わってる証拠は見つからず、その可能性も低いと考えていると発表している。電子ジャーナル「情報戦モニター」も同様の見解である。

## 活動
シリア電子軍は、多くのWEBサイトを攻撃することで知られている。シリア政府やアサド大統領に批判的な報道を行ってる報道機関や、世界中の人が利用している大規模なソーシャル・ネットワーキング・サービス（SNS）などを中心に攻撃している。特に2013年に入ってから活動を活発化させている。
2013年4月23日には、AP通信の公式Twitterアカウントを乗っ取って、「ホワイトハウスで2回の爆発があり、オバマが負傷した」という偽のテロ情報を流した。これにより、アメリカの株式市場が混乱した。
2013年8月15日には、ワシントン・ポストやCNNなど、主にアメリカの報道機関が攻撃を受け、各記事が別の記事にリダイレクトされる被害が生じた。また記者の個人的なTwitterアカウントも乗っ取られ、偽情報が発信されるなどの被害が生じた。
2013年8月28日には、ニューヨーク・タイムズやTwitterに攻撃を仕掛け、一時サイトに繋がらなくなるなどの障害が発生した。
2013年9月2日には、アメリカ海兵隊の隊員募集サイトが攻撃を受け、シリアへの攻撃命令が出ても拒否せよと訴えるメッセージが表示されるようになった。
2014年1月1日には、スカイプのソーシャルメディアが不正にアクセスを受ける。スカイプのtwitterやFacebook、ブログに「Don't use Microsoft emails（hotmail,outlook）,They are monitoring your accounts and selling the data to the governments,More details soon」のメッセージが掲載された。